# Guttenberg (Iowa)
Guttenberg ist der größte Ort im Clayton County im Nordosten des US-amerikanischen Bundesstaates Iowa am Westufer des Mississippi River. Das U.S. Census Bureau hat bei der Volkszählung 2020 eine Einwohnerzahl von 1.817 ermittelt.

## Geschichte
Ursprünglich war der Ort ein Lagerplatz der Sauks und Fox. Von französischen Forschern wurde er ab 1673 Prairie La Porte genannt. Als Teil der französischen Kolonie Louisiana ging der Ort 1803 im Zuge des Louisiana Purchase an die USA, blieb jedoch im Besitz der Indianer. Erst 1837 mit dem zweiten Black-Hawk-Purchase verkauften die Indianer das umgebende Gebiet. In den Anfängen der Besiedelung ab 1845 waren die meisten Einwohner Immigranten aus Deutschland. Noch heute gibt es Gebäude, die von deutschen Ingenieuren erbaut worden waren. Benannt wurde die Stadt nach Johannes Gutenberg, dem Erfinder des Buchdrucks mit beweglichen Lettern.